# Сорокин, Владимир Иванович (боксёр)
Влади́мир Ива́нович Соро́кин (род. 1955, Новотроицк) — советский боксёр, представитель лёгкой весовой категории. Выступал за сборную СССР по боксу во второй половине 1970-х годов, серебряный призёр чемпионата мира, чемпион Европы среди юниоров, победитель и призёр многих турниров международного значения, трижды серебряный и дважды бронзовый призёр советских национальных первенств. Мастер спорта СССР международного класса. Также известен как судья, председатель Переволоцкого районного суда Оренбургской области.

## Биография
Владимир Сорокин родился в 1955 году в городе Новотроицке Оренбургской области РСФСР. Серьёзно заниматься боксом начал во время учёбы в седьмом классе школы, проходил подготовку в местном спортивном клубе «Металлург» под руководством тренера Вячеслава Александровича Столярова. Представлял добровольное спортивное общество «Труд» и Советскую Армию.
Впервые заявил о себе на международной арене в 1974 году, одержав победу на чемпионате Европы среди юниоров в Киеве.
В 1975 году вошёл в состав взрослой сборной Советского Союза, стал серебряным призёром международных турниров в Польше и ГДР.
На чемпионате СССР 1976 года в Свердловске получил бронзу, проиграв в полуфинале лёгкого веса Валерию Львову. Был лучшим на международном турнире в Польше.
В 1977 году на чемпионате СССР во Фрунзе стал серебряным призёром, проиграв в финальном поединке Василию Соломину. Добавил в послужной список золотую медаль, полученную на Мемориале Феликса Штамма в Варшаве.
На чемпионате СССР 1978 года в Тбилиси в финале вновь был остановлен Соломиным. Выступил в этом сезоне на чемпионате мира в Белграде, откуда привёз награду серебряного достоинства, выигранную в категории до 60 кг — в решающем финальном бою со счётом 0:5 потерпел поражение от нигерийца Дэвидсона Андеха. Принял участие в матчевой встрече со сборной США в Москве, выиграв по очкам у американца Байрона Линдси.
Участвовал в летней Спартакиаде народов СССР 1979 года в Москве, где также разыгрывалось советское первенство по боксу — завоевал здесь бронзовую медаль, проиграв в полуфинале Виктору Демьяненко.
Последний раз показал сколько-нибудь значимый результат в боксе в сезоне 1980 года, когда на чемпионате СССР в Ростове-на-Дону вновь встретился в финале с Демьяненко и снова уступил ему, получив тем самым серебряную медаль.
За выдающиеся спортивные достижения удостоен почётного звания «Мастер спорта СССР международного класса».
Имея физкультурное высшее образование, после завершения спортивной карьеры Владимир Сорокин занимался тренерской деятельностью. В 1991 году окончил Оренбургский факультет Всесоюзного заочного юридического института и посвятил себя юридической специальности: работал в областной коллегии адвокатов, позже стал судьёй в Ленинском районном суде города Оренбурга, в 2004 году занял пост судьи Оренбургского областного суда. В 2012—2014 годах — председатель Переволоцкого районного суда Оренбургской области.